# Monte Maíz
Monte Maíz es una ciudad del sudeste de la provincia de Córdoba, Argentina, en el departamento Unión, fundada en el año 1902.

## Toponimia
Existen variadas opiniones acerca del título desde nombres de estancias "Monte del Maíz", a deformaciones idiomáticas del francés por una estancia 
- 1865: El colono inglés Richard Arthur Seymour, junto a su hermano Walter y a los también ingleses Frank Goodricke y Hume Kelly, establecen el primer asentamiento en la zona. Adquieren en un remate fiscal en Córdoba un lote del 10 000 ha a 20 km al norte de la localidad, bautizando a su estancia "Monte Molino", dedicándose primeramente a la cría de ovejas y otras reses y luego a la agricultura.[1]
- 1867: Alentados por  se establecen al sur de Monte Molino (actualmente Monte Molina) fundando la "Estancia Monte del Maíz", luego adquirida por
- 1882: La estancia "Monte Molina" es comprada por Víctor Beltrán Núñez.
- 1892: A 8 km al sur de Monte Maíz, en la llamada "Cañada de los Matacos" (luego conocida como "Mataco") se establecen inmigrantes italianos y españoles, que serán los primeros colonos. El español Laiseca y el italiano Bruno fundan un pueblo, previendo la llegada del ferrocarril. Bautizaron al pueblo como "Castro Urdiales" -pueblo natal de Laiseca- y a la colonia "Barge" -pueblo natal de Bruno-. En 1902, la mayoría de ellos se establecen definitivamente en Monte Maíz, por donde realmente pasaron las vías férreas.
- Fines del siglo XIX: Se constituye la "Estancia Monterrey", propiedad de Malcolm "Graves" Cross.
- 1897: La sociedad de inversionistas ingleses Read & Ricketts adquiere a Carmen Arévalo (hija heredera de Nicanor Arévalo) la estancia Monte Maíz.
- 1900, Teodoro Castellano instala un boliche y fonda, donde hoy está la estación terminal de ómnibus
- 1901-1902: a instancias del administrador de Read y Ricketts, Esteban Lambert, se abren otros comercios como el almacén de Juan y Valentín Bisiach, la panadería de Juan Arramberi, Alois Vogel (suizo) con Herrería y Fábrica de Carruajes y armas, el Almacén de Ramos Generales de Maximiano Laiseca (a posteriori "Santa Coloma, Negrini y Cía."); Carnicería Barragán; almacenes de Ghio Hnos., Enrique Gobbato, Francisco Tacca (luego "Sicardi, Ezquerro y Cía.", Fonda de Francisco Fassiola, etc.
- 1.º de julio de 1902: el agrimensor Enrique Glade realiza para el Ferrocarril Central Argentino el primer plano de demarcación del pueblo: Fecha fundacional de Monte Maíz.
- 1904: Comienzan los remates ferias. Francisco Peyrano abre el primer hotel, y Pedro Vada una Casa de Servicios Fúnebres. Se coloca la Piedra Fundamental de la iglesia "Nuestra Señora de la Merced".
- 1907: Los hermanos Nottebohm (belgas) compran parte de la antigua Estancia Monte maíz y fundan la "Estancia La Bélgica"
- 1908: Se funda la "Estancia La Blanca" en parte de la antigua Estancia Monterrey. Además, Juan de la Cruz Escobedo, instala la primera Usina Eléctrica, con servicio al sector sur del pueblo; instalada en el comercio "Taller Bonetto".

## Población
Cuenta con 8408 habitantes (Indec, 2022), lo que representa un incremento del 14,78% frente a los 7325 habitantes (Indec, 2010) del censo anterior.
| Gráfica de evolución demográfica de Monte Maíz entre 1991 y 2022 |
|                                                                  |
| Fuente: Censos nacionales del INDEC                              |

## Economía
Es importante en Monte Maíz, como en el resto de la región, la actividad agrícola, en especial la producción de soja, maíz y trigo en orden de importancia.
Pero lo que hace diferente a este pueblo del resto de la zona es su importante polo agroindustrial, especialmente la empresa Agrometal S.A., principal fabricante y exportador nacional de sembradoras agrícolas. Esto hace que la composición social de Monte Maíz sea en general diferente a las de sus pueblos vecinos en cuanto a que se compone en mucho mayor medida de obreros y empleados privados que la media de la zona. Un dato que cabe destacar es que Agrometal cotiza en bolsa desde 1961 lo cual permite que se sumen más inversionistas a éste núcleo agroindustrial.
Asimismo, en esta población tiene su Sede Central Morel Vulliez S.A. en Av. Juan Perón 2170. Se trata de una empresa familiar dedicada a la explotación agrícola, al acopio de cereales, oleaginosas y productora y exportadora de maní.
Nacida en 1993, es una importante fuente de trabajo para los vecinos de la zona y suma numerosos profesionales en sus laboratorios de análisis de semillas, aguas y suelos, convirtiéndose en una de las más importantes de la provincia dentro del sector productivo y de servicios agropecuarios. 
También está establecida desde 1966 Ingersoll Argentina S.A., fabricante y exportador de discos y cuchillas para arados y otros repuestos agrícolas.
Esta composición social diferente hace que el área comercial de Monte Maíz sea en general más importante, diversificada y actualizada que el resto de su entorno al tener el pueblo un sector social mayoritariamente más consumista que el promedio.
Luego, en 1989, surge Agrointegral Implementos, una empresa familiar fundada por Hugo O. Nebbia, dedicada a la venta de sembradoras, arado, disco, rastra disco, acoplados, y demás implementos agrícolas necesarios para trabajar el campo. Pero es en 2012 que adopta el nombre por el que se lo conoce hoy, SEMTRACO S.A., concesionario oficial CASE IH. En octubre del 2024, se realizó la transición desde su edificio original, para llegar a su nueva casa central, ubicada sobre la ruta provincial N.º 11, el que es hoy en día el concesionario CASE IH más grande de Latinoamérica. El edificio cuenta con 5350 metros cuadrados de superficie y se divide en tres sectores. La construcción, que tomó desde el 15 de junio de 2021, utilizó recursos, tanto humanos como materiales, provenientes de Monte Maíz. Con un total de 160 personas que han trabajado en la construcción, un alto porcentaje provino de la localidad montemaicina.

## Primeras instituciones
- 1901: Primera estafeta postal (correos y telégrafos)
- 1902: Ferrocarriles Argentinos
- 1907: Escuela Nacional N.º 11, que comienza a dictar clases al año siguiente.
- 1907: Asociación Italiana de Socorros Mutuos y Previsión "Liberi et Uniti"
- 1917: Biblioteca Popular Mitre.
- 1922: Nace el Club Atlético Lambert
- 1925: Nace el Club Deportivo Argentino
- 1926: Primer intendente municipal, Luis Lenardón.
- 1933: Escuela provincial José de San Martín.
- 1944: Parroquia Nuestra Señora de la Merced.
- 1945: Destacamento policial.
- 1974: Asociación de bomberos voluntarios.

## Entidades deportivas
- 1908: Tiro Federal "Adolfo Arana" (actualmente desaparecido).
- 1910: Aparece el club "Córdoba Central", de corta duración.
- 1914: Se funda el club "Unión" (actualmente desaparecido).
- 1915: Se funda el club "1º de Mayo" (actualmente desaparecido).
- 19 de marzo de 1922: alentados por Esteban Lambert, el Unión y el 1.º de Mayo se fusionan para fundar el Club Atlético Lambert, con Juan Fernández como primer presidente.
- 18 de noviembre de 1925: Un grupo de dirigentes y deportistas de Lambert se escinden de la institución para formar el Club Deportivo Argentino, con Ramón Pereyra Domínguez como primer presidente.
- 1966: Se funda el Club Social y Deportivo Monterrey.
- 1986: El 20 de junio se inaugura el estadio Monte Maíz (hoy Modesto Marrone), propiedad del Club Deportivo Argentino.

## Personalidades famosas
- Fabricio Bustos: futbolista.